# Han Nolan
Han Nolan (* 1956 in Birmingham, Alabama) ist eine US-amerikanische Autorin.

## Leben
Han Nolan wurde als Helen Harris Nolan 1956 in Birmingham im US-Bundesstaat Alabama geboren.  Als sie neun Monate alt war, zogen ihren Eltern mit ihr nach New York, wo sie ihre Kindheit und Teenagerjahre verbrachte. Als Kleinkind konnte sie ihren Vornamen nicht richtig aussprechen und nannte sich selbst stets Hannah. Im Lauf der Jahre entwickelte sich im Familien und Freundeskreis daraus der Spitzname Han, den sie auch als Autorennamen verwenden sollte.
Sich selbst beschreibt sie während der Kindheit als begeisterte Geschichtenleserin, aber auch als eher widerwillige Schülerin, die nach einem Umzug nach Kentucky aufgrund von Magenproblemen daher ein Schuljahr wiederholen musste.
Sie entdeckte bereits während eines Schulkurses für Kreatives Schreiben ihre Liebe zum Schreiben. Allerdings wurde diese bald überdeckt von der für den Tanz. Diese Karriere verfolgte sie konzentriert bis zum Studium. 1979 machte sie ihren Bachelor an der University of North Carolina, 1981 ihren Magister an der Ohio State University. Im Abschlussjahr heiratete sie jedoch ihren heutigen Ehemann, einen Doktor der klassischen Sprachen, und entdeckte, dass sie aufgrund der überschneidenden Arbeits- bzw. Ausbildungszeiten als Tanzlehrerin an der Hollins University, Roanoke, Virginia ein regelrechtes Eheleben nahezu unmöglich sein würde.
Somit beschloss sie mit dem Tanzen aufzuhören und entdeckte ihre Liebe zum Schreiben neu. Wenig später adoptierte das Paar drei Kinder, wodurch sie diese Berufstätigkeit besser ausüben konnte.
Für ihren Roman dancing on the edge erhielt sie den National Book Award. Born Blue ist ihr bisher einziges ins Deutsche übersetzte Buch.
In ihren romantischen Jugendromanen greift sie mehrfach politische oder ethische Themen auf, die eigenen Angaben zufolge ausgelöst wurde, als sie entdeckte, das der Ku-Klux-Klan in ihrer Nachbarstadt aktiv geworden war: in A Summer of Kings beschreibt sie die Liebe der 14-jährigen Esther Young zu einem farbigen Teenager, der 1962 zu Zeiten der Rassentrennung und des Kampfes Martin Luther Kings eines Mordes angeklagt wird. In ihrem Debütroman If I Should Die Before I Wake beschreibt sie den radikalen inneren Wandel des Mädchens Hilary, eines judenhassenden Neo-Nazi-Gangmitglieds, die aufgrund einer lebensgefährlichen Verletzung sich nun als Ghana, einer jüdischen Überlebenden des Holocaust. Blue Born beschreibt den Überlebenskampf der an der Schwelle zum Erwachsensein stehenden Leshaya, die in verschiedener Hinsicht eine Überlebende ist. Kind einer Heroin-süchtigen Mutter, aufgewachsen in Kinderheimen, physischer Missbrauch und ungewollte Schwangerschaft.

## Werke
- If I Should Die Before I Wake. Graphia 1994, ISBN 978-0152046798.[1]
- Send Me Down A Miracle. Graphia 1996, ISBN 978-0152046804.[2]
- Dancing on the edge. Harcourt Brace, San Diego 1997. ISBN 0-15-201648-1.[3]
- A Face in Every Window. Puffin 1999, ISBN 978-0141312187.[4]
- Born blue. Graphia 2001, ISBN 978-0152046972.[5]
- When We Were Saints. Graphia 2003, ISBN 978-0152053222.[6]
- A Summer of Kings. Harcourt Children’s Books 2006, ISBN 978-0152051082.

in deutscher Übersetzung
- Born blue. Übersetzt von Salah Naoura. Carlsen-Verlag, Hamburg 2005., ISBN 3-551-58118-5.[7]

## Auszeichnungen
- National Book Award Winner
- School Library Journal Best Book of the Year
- Booklist Editor’s Choice
- New York Public Library Book for the Teen Age
- A YALSA Best Book for Young Adults, American Library Association
- New York Public Library Book for the Teen Age
- Parent’s Choice Book Award
- Alabama Library Association Author Award